# Dorothy M. Needham
Dorothy Mary Moyle Needham, née le 22 septembre 1896 et morte le 22 décembre 1987 est une biochimiste anglaise connue pour ses travaux sur la biochimie du muscle. Elle est mariée au biochimiste Joseph Needham. Elle est membre de la Royal Society.

## Biographie
Dorothy Mary Moyle est née à Londres, de John Thomas Moyle, agent de brevets, et de sa femme, Ellen Daves. Elle fréquente le Claremont College, à Stockport, une institution dirigée par sa tante, Agnes Daves, et l'école de filles St Hilary d'Alderley Edge, avant d'entrer au Girton College de l'université de Cambridge. À Girton, elle s'intéresse à la chimie, et en particulier à la biochimie après avoir assisté aux conférences de Frederick Gowland Hopkins. Après avoir terminé ses études de premier cycle en 1919, mention assez bien, on lui propose un poste de chercheur chez Hopkins - l'un des rares leaders scientifiques de Cambridge de l'époque à offrir des possibilités de recherche aux femmes - à l'Institut de biochimie Sir William Dunn de Cambridge, et elle obtient une maîtrise universitaire ès lettres en 1923 et un Ph. D. en 1930.
Moyle épouse son collègue biochimiste Joseph Needham le 13 septembre 1924. Le couple n'a pas d'enfants.

## Carrière
La première grande recherche de Moyle, en collaboration avec Dorothy L. Foster, est concentrée sur l'interconversion de l'acide lactique et du glycogène dans le muscle, récapitulant les travaux d'Otto Fritz Meyerhof. Elle étudie ensuite les rôles de l'acide succinique, de l'acide fumarique et de l'acide malique dans le métabolisme musculaire, ainsi que les différences biochimiques et les relations entre les respirations aérobie et anaérobie. Elle travaille ensuite sur le transfert cyclique de phosphate dans la contraction musculaire et, avec des collaborateurs, établit pour la première fois une corrélation directe de la structure et de la fonction dans le muscle en confirmant en 1939 que la myosine, la protéine contractile du muscle, se comporte comme l'enzyme ATPase (adénosine triphosphatase).
Pendant la Seconde Guerre mondiale, Needham participe à des recherches en tant que membre du groupe de défense chimique dirigé par le professeur Malcolm Dixon pour le ministère de l'approvisionnement, étudiant les effets des armes chimiques (en particulier le gaz moutarde) sur le métabolisme de la peau et de la moelle osseuse.
En 1944, son mari est nommé conseiller scientifique à l'ambassade britannique à Chungking (Chongqing), en Chine, et Needham l'accompagne en Chine où elle est nommée directrice associée du bureau de coopération sino-britannique qu'il y établit. Ils retournent à Cambridge en 1945, où elle poursuit ses recherches en biochimie des protéines et des enzymes, et obtient un doctorat en sciences. En 1948, elle est élue membre de la Royal Society (FRS), faisant des Needhams le premier couple marié de la Royal Society.
En 1962, elle conclut ses quatre décennies de recherche en biochimie musculaire par une étude des protéines du muscle lisse dans l'utérus.
Son œuvre majeure : Machina Carnis : The Biochemistry of Muscular Contraction in its Historical Development qui retrace tous les développements dans le domaine depuis 1600, est publié en 1971 et réédité en livre de poche en 2009.
Elle est membre honoraire du Girton College, cofondatrice et membre du Lucy Cavendish College, et membre honoraire du Caius College, duquel elle est la première (et pendant longtemps la seule) femme membre.

## Activité politique
Les Needhams sont un couple socialement et politiquement actif qui partage de nombreuses causes - par exemple, tous deux siègent au Cambridge Trade Council en tant que représentants de l'Association of Scientific Workers. Dorothy était candidate du parti travailliste au conseil municipal de Cambridge. Elle soutient de nombreuses organisations, dont Amnesty International, Animal's Vigilantes, Anti-Nuclear Campaign, les Cambridge Welfare and Preservation Societies, le Cambridge University's Newcomers Club, El Salvador Committee for Human Rights, les Amis de la Terre, Medical and Scientific Aid for Vietnam, le Laos et le Cambodge, le Comité médical et scientifique pour les Juifs soviétiques et le Movement for the Ordination of Women. Elle contribue également à la fondation de deux nouveaux collèges de l'université de Cambridge pour les femmes chercheurs qui n'a pas de poste dans les collèges : New Hall en 1946, et le Lucy Cavendish College en 1962.